# The Writer
The Writer ist eine israelische Fernsehserie aus dem Jahr 2015, die von Sayed Kashua geschrieben und von Yoni Paran für Keshet International produziert wurde. Der Hauptdarsteller ist Yousef Sweid, der ein Alter Ego des Schriftstellers Sayed Kashua spielt.
Die ersten drei Folgen wurden am 16. und 17. Februar 2016 im Rahmen der 66. Internationalen Filmfestspiele Berlin gezeigt.

## Handlung
The Writer erzählt die auto-fiktionale Geschichte des bekannten israelischen Schriftstellers Sayed Kashua, dessen Alter Ego Kateb, ein arabischer Israeli, sich in einer Lebenskrise befindet, welche das Zugehörigkeits- und Nationalitätsgefühl seiner ganzen Familie beeinflusst.
Ketab entwickelt in der Zeit vor seinem 40. Geburtstag ein Gefühl der Scham und Abscheu gegenüber seiner Arbeit als Autor und Comedian. Sein Problem ist ein neues Bewusstsein um den Widerspruch zwischen der Realität seines echten Lebens und dessen Darstellung in seiner erfolgreichen satirischen TV-Serie.

## Rezeption
The Writer looks reality in eyes. Not the political-social-economic reality that we’re fed up with, but the one within us.

„The Writer schaut der Realität in die Augen. Nicht der politisch-sozial-ökonomischen Realität, derer wir überdrüssig sind, sondern derjenigen in uns.“